# Victoria (telenovela de 2007)
Victoria é uma telenovela estadunidense-colombiana exibida em 2007 pela Telemundo.
Victoria é o título de uma telenovela Colombiana que conta  sobre uma mulher que se apaixona por um homem mais jovem, quando seu casamento desmorona. É produzida pela Telemundo (Colômbia). Filmada em Bogotá, estrelado por Victoria Ruffo, Mauricio Ochmann, Arturo Peniche e Andrea López.

## Sinopse
Ao completar 25 anos de casada, Victoria Mendoza (Victoria Ruffo) descobre que seu marido Enrique Mendoza (Arturo Peniche) tem uma amante há dois anos, Tatiana López (Andrea López) que por sua vez é 20 anos mais jovem que ele.
Para Victoria a noticia da traição é um duro golpe, principalmente quando seu ex marido a deixa para viver com sua amante, é neste momento que ela percebe tudo dá errado em sua vida e percebe que seu casamento está arruinado, uma vez que tinha uma vida tranquila em uma mansão confortável (que pertence a família Mendoza por muitas gerações).
Enquanto ela tenta curar a dor do adultério de seu marido, ela não faz ideia da surpresa que a vida lhe prepara: encontra com o jovem Jerónimo de 34 anos (Mauricio Ochmann) que apaixona se perdidamente por ela e que luta para mostra-la que a vida não termina aos 50 anos, mas sim inicia-se.
Além dos casais com diferenças de idade, a trama também aborda outros temas: Paula (Geraldine Bazán) que estuda para ser advogada e descobre que está grávida do namorado Sebastian e de sua filha caçula Mariana (Laura Perico) que se envolve com substâncias químicas.
Sem perceber Victoria acaba se apaixonando por Jeronimo, este homem maravilhoso que a mostra a verdadeira felicidade. Mas para ficarem juntos primeiramente é necessário enfrentar o ódio e discriminação de suas duas filhas Paula e Mariana, sua mãe Mercedes e o filho de Jerónimo, Martin (José Julian Gavaria). Que acha que Victoria é muito velha para namorar seu pai e que ainda tem esperanças de que ele e sua mãe se reconciliem. Por outro lado Victoria tem seu filho Santiago (Ricardo Abarca) que é muito seu amigo e passa a apoia-la.
Ao descobrir que Victoria está relacionando com Jeronimo, Enrique decide retirar todo apoio financeiro que dá a Victoria que é uma simples dona de casa e não sabe fazer absolutamente nada além de cozinhar. Victoria tem muitos problemas, passa divórcio difícil onde seu ex marido Enrique lhe tira tudo que tem direito e mesmo tudo isso ela não deixa se abater e resolve dar uma guinada em sua vida: Assume seu romance com Jerónimo e monta sua própria empresa de saborosas sobremesas, onde vira uma empresária de sucesso e deixando de ser uma simples dona de casa.
Tornando-se uma nova mulher acaba por despertar novamente em seu ex marido aquela antiga paixão e ele decide lutar contra Jerónimo para reconquistar sua ex mulher. Depois de uma proposta de emprego Jerónimo decide trabalhar na Espanha, onde passa a viver com seu filho por dois anos. Ao regressar Jerónimo e Victoria descobrem que o amor ainda os une.

## Final alternativo
A Telemundo resolveu criar um final alternativo de Victoria. Foi a primeira que houve um final alternativo de Telenovela Colombiana. A primeira final foi romântico: onde Victoria decide ir atrás de sua felicidade de procura Jeronimo no aeroporto e terminam juntos, o segundo foi o realismo: onde decide ficar sozinha, pois está feliz com seu negócio, sua neta, suas verdadeiras amigas Helena , Camila sua irmã Fernanda  e filhos.

## Elenco
- Victoria Ruffo... Victoria Santiesteban de Mendoza / Acosta
- Mauricio Ochmann... Jerónimo Acosta
- Arturo Peniche... Enrique Mendoza
- Andrea López... Tatiana López
- Roberto Manrique... Sebastián Villanueva
- Diana Quijano... Camila Matiz
- Javier Delgiudice... Gerardo Cárdenas
- María Helena Döering... Helena de Cárdenas
- Camilo Trujillo... Arturo Cárdenas
- Margalida Castro... Mercedes "Memé" de Santiesteban
- José Julián Gaviria... Martín Acosta
- Geraldine Bazán... Paula Mendoza
- Ricardo Abarca... Santiago Mendoza
- Laura Perico... Mariana Mendoza
- Patricia Grisales... Carlota
- Adriana Romero... Valeria
- Andrés Felipe Martínez... Guillermo
- Laura Londoño... Elisa
- Ricardo González... Henry
- Adriana Campos...Penelope
- Adnrés Felipe Martinéz...Guilhermo
- Natalia Bedoya...Estrella
- anilo Santos...Robert
- Martha Liliana Calderon...Fernanda Santiesteban

## Trilha Sonora
- Desde que te conoci -  Victoria e Jeronimo
- Oyeme Bien -  Mariana
- Hoy me siento Sola - Mariana
- Por un beso -  Santiago
- El unico peligro -  Sebastian e Paula
- Amor impossible - Enrique e Tatiana
- Te amé - Victoria e Enrique

## Outras versões
A telenovela Victoria foi inspirada em outras obras: *
- Mirada de mujer... el regreso, produzida pela TV Azteca em 2003.
- Mirada de mujer, produzida pela TV Azteca em 1997.
- Señora Isabel produzida em 1993 por Coestrella. em 1993